# Blinker (Magazin)
Der Blinker ist eine Zeitschrift für die Sportart Angeln aus dem Jahr Top Special Verlag.

## Konzept
Der Blinker erschien erstmals im Frühjahr 1969 (Heide-Verlag Ellen Kulow, Hamburg). Seit 1973 erscheint das Magazin im Jahr-Media-Verlag. Es war zudem das erste Magazin des Verlags, das nach der Verlagsgründung von Alexander Jahr, der selbst regelmäßig angelte, übernommen wurde.
Der Blinker erscheint monatlich, die verkaufte Auflage liegt bei  Exemplaren laut IVW 4/2024. Das Einzelheft kostet 7,50 Euro. Zum Verlagsverbund gehören diverse Lizenzausgaben im Ausland, u. a. in den Niederlanden (Beet, Rovers und Karper), der Schweiz (Petri Heil), Frankreich (Le Pêcheur de France – bis Dezember 2017) und Russland. Zu den Angelsportzeitschriften des Verlages gehören ebenfalls AngelWoche, ESOX, FliegenFischen, Kutter & Küste, Karpfen, Angelsee aktuell und das b2b-Magazin Angeln.markt sowie zahlreiche Sondereditionen.
Berichte von international renommierten Praktikern und Tipps von Experten gehören zum Konzept des Magazins. Inhalte sind außerdem: Gewässertipps für In- und Ausland, Top-Produkte im Test, die Blinker-Hitparade sowie Produkt-News, Fangmeldungen, Nachrichten, Wissenschaftsthemen uvm.
Für den Blinker arbeiten insgesamt 5 Redakteure (inkl. für die Online-Auftritte). Gesamtredaktionsleiter der Zeitschrift ist Michael Werner, der Lars Berding nachfolgte. Etwa 40 freie Autoren und Fotografen steuern regelmäßig und exklusiv Artikel und Bilder bei.
Auf der Webseite www.blinker.de sind alle Internetauftritte der Angel-Fachmagazine des Jahr-Media-Verlags vereint. Im Blinker-Forum tauschen sich Nutzer über alle anglerischen Themen wie z. B. Raubfisch- und Friedfischangeln aus oder verabreden sich zu gemeinsamen Angelausflügen.

## Blinker-Hitparade
Die Blinker-Hitparade dient zur Dokumentation der größten Fänge in Deutschland, der Schweiz und Österreich. Voraussetzung für die Aufnahme eines Fanges in die Hitparade:
1. Der Fisch muss zweifelsfrei identifiziert sein.
2. Die Länge muss mit einem Maßbandfoto dokumentiert werden.

Wer einen neuen Rekordfisch gefangen hat, kann diesen direkt via Online-Formular oder per E-Mail der Redaktion melden. Die Liste der größten Fänge wird ohne Unterbrechung bereits seit 1974 jeden Monat im aktuellen Blinker abgedruckt.